# Марти
„Марти“ (на английски: Marty) е американски игрален филм – романтична трагикомедия, излязъл по екраните през 1955 година, режисиран от Делбърт Ман с участието на Ърнест Боргнайн в заглавната роля. Сценарият, написан от Пади Чайефски, е базиран на неговата едноименна телевизионна пиеса от 1953 година. През 1994 година филмът е избран като културно наследство за опазване в Националния филмов регистър към Библиотеката на Конгреса на САЩ.

## Сюжет
Произведението разказва историята на Марти Пилети (Ърнест Боргнайн) – месар и стар ерген от италиански произход, който все още живее с майка си в нюйоркския район „Бронкс“. Той е под постоянен натиск от семейство и приятели, натякващи му, че всичките му братя и сестри са вече женени с деца. Когато се е примирил със своята самота и липсата на любимо същество се запознава с учителка в сходно положение и двамата започват трудна връзка.

## В ролите
| Актьор          | Роля         |
| --------------- | ------------ |
| Ърнест Боргнайн | Марти Пилети |
| Бетси Блеър     | Клара        |
| Джо Мантел      | Анджи        |
| Естер Минчоти   | г-жа Пилети  |
| Аугуста Чиоли   | леля Катрин  |
| Карън Стийл     | Вирджиния    |
| Джери Парис     | Томи         |
| Джеймс Бел      | г-н Снайдер  |

## Награди и номинации
Въпреки ниския си бюджет „Марти“ е големият победител на 28-ата церемония по връчване на наградите „Оскар“, където е номиниран за отличието в 8 категории, печелейки четирите основни приза: най-добър филм, най-добър режисьор, най-добър сценарий и най-добра главна мъжка роля за изпълнението на Ърнест Боргнайн. Произведението е удостоено и с престижната награда „Златна палма“ от фестивала в Кан, превръщайки се във втория филм, след „Изгубеният уикенд“ (1945), който печели едновременно приза от Кан и „Оскар“.